# Campeonato salvadoreño 1978-79
El Campeonato salvadoreño 1978-79 fue la vigésimo octava edición de la Primera División de El Salvador. El campeón fue el FAS, consiguiendo su séptimo título.

## Formato de competición

### Fase regular
Los trece clubes disputan la fase bajo un sistema de todos contra todos, a dos vueltas. La ubicación en la tablas está sujeta a las siguientes condiciones:
- Por juego ganado se obtendrán dos puntos.
- Por juego empatado se obtendrá un punto.
- Por juego perdido no se otorgan puntos.

El orden de los clubes al final de la fase corresponderá a la suma de los puntos obtenidos por cada uno de ellos.
Si al finalizar las 23 jornadas, dos o más clubes estuviesen empatados en puntos, su posición en la tabla será determinada atendiendo a los siguientes criterios de desempate:
1. Mejor diferencia entre los goles anotados y recibidos.
2. Mayor número de goles anotados.

### Fase de grupos
Los clubes se dividen en dos grupos de seis, jugando en cada grupo nuevamente todos contra todos, a cinco vueltas. Si al finalizar las 33 jornadas, dos o más clubes estuviesen empatados en puntos, la clasificación a la fase final será para el club que tuvo mejor posición en la fase regular.
El descenso a Segunda División se jugará entre los dos equipos que acumulen la menor cantidad de puntos en cada grupo, y que por ende finalicen en los últimos lugares.

### Fase final
Los dos primeros de cada grupo clasifican a una cuadrangular, donde el campeón es el club que obtenga la mayor cantidad de puntos, y por ende se ubique en el primer lugar.

## Ascensos y descensos
| Ascendido de la Segunda División 1977-78 |
| ---------------------------------------- |
| Santiagueño                              |

| Descendido en el Campeonato salvadoreño 1977-78 |
| ----------------------------------------------- |
| No hubo                                         |

## Equipos participantes
| Club               | Ciudad            | Departamento |
| ------------------ | ----------------- | ------------ |
| Águila             | San Miguel        | San Miguel   |
| Alianza            | San Salvador      | San Salvador |
| Atlético Marte     | San Salvador      | San Salvador |
| Dragón             | San Miguel        | San Miguel   |
| FAS                | Santa Ana         | Santa Ana    |
| Independiente      | San Vicente       | San Vicente  |
| Juventud Olímpica  | Acajutla          | Sonsonate    |
| Luis Ángel Firpo   | Usulután          | Usulután     |
| Once Municipal     | Ahuachapán        | Ahuachapán   |
| Platense Municipal | Zacatecoluca      | La Paz       |
| Santiagueño        | Santiago de María | Usulután     |
| Sonsonate          | Sonsonate         | Sonsonate    |
| Universidad        | San Salvador      | San Salvador |

## Fase regular
| Pos. | Equipo             | Pts. | PJ | G  | E  | P  | GF | GC | Dif. | Descenso |
| ---- | ------------------ | ---- | -- | -- | -- | -- | -- | -- | ---- | -------- |
| 1    | FAS                | 38   | 23 | 17 | 4  | 2  | 45 | 24 | +21  |          |
| 2    | Atlético Marte     | 32   | 23 | 14 | 4  | 5  | 56 | 34 | +22  |          |
| 3    | Alianza            | 28   | 23 | 9  | 10 | 4  | 35 | 23 | +12  |          |
| 4    | Santiagueño        | 27   | 23 | 12 | 3  | 8  | 36 | 19 | +17  |          |
| 5    | Independiente      | 26   | 23 | 9  | 8  | 6  | 39 | 31 | +8   |          |
| 6    | Dragón             | 23   | 23 | 9  | 5  | 9  | 43 | 41 | +2   |          |
| 7    | Águila             | 23   | 23 | 8  | 7  | 8  | 37 | 38 | −1   |          |
| 8    | Once Municipal     | 19   | 23 | 6  | 7  | 10 | 25 | 39 | −14  |          |
| 9    | Luis Ángel Firpo   | 17   | 23 | 6  | 5  | 12 | 12 | 26 | −14  |          |
| 10   | Universidad        | 16   | 23 | 6  | 4  | 13 | 30 | 44 | −14  |          |
| 11   | Platense Municipal | 16   | 23 | 6  | 4  | 13 | 25 | 44 | −19  |          |
| 12   | Sonsonate          | 15   | 23 | 6  | 3  | 14 | 25 | 39 | −14  |          |
| 13   | Juventud Olímpica  | 8    | 12 | 2  | 4  | 6  | 14 | 20 | −6   | Retiro   |

 Fuente: RSSSF

## Fase de grupos

### Grupo A
| Pos. | Equipo             | Pts. | PJ | G  | E  | P  | GF | GC | Dif. | Clasificación                      |
| ---- | ------------------ | ---- | -- | -- | -- | -- | -- | -- | ---- | ---------------------------------- |
| 1    | FAS                | 52   | 33 | 22 | 8  | 3  | 76 | 34 | +42  | Fase final y Copa Fraternidad 1979 |
| 2    | Alianza            | 39   | 33 | 13 | 13 | 7  | 46 | 34 | +12  | Fase final y Copa Fraternidad 1979 |
| 3    | Independiente      | 39   | 33 | 14 | 11 | 8  | 60 | 44 | +16  |                                    |
| 4    | Águila             | 30   | 33 | 12 | 6  | 15 | 59 | 63 | −4   |                                    |
| 5    | Luis Ángel Firpo   | 26   | 33 | 8  | 10 | 15 | 17 | 33 | −16  |                                    |
| 6    | Platense Municipal | 22   | 33 | 8  | 6  | 19 | 35 | 65 | −30  | Juego por el no descenso           |

 Fuente: RSSSF

### Grupo B
| Pos. | Equipo         | Pts. | PJ | G  | E | P  | GF | GC | Dif. | Clasificación                      |
| ---- | -------------- | ---- | -- | -- | - | -- | -- | -- | ---- | ---------------------------------- |
| 1    | Atlético Marte | 48   | 33 | 21 | 6 | 6  | 81 | 43 | +38  | Fase final y Copa Fraternidad 1979 |
| 2    | Santiagueño    | 38   | 33 | 15 | 8 | 10 | 50 | 29 | +21  | Fase final y Copa Fraternidad 1979 |
| 3    | Dragón         | 29   | 33 | 10 | 9 | 14 | 47 | 55 | −8   |                                    |
| 4    | Once Municipal | 29   | 33 | 10 | 9 | 14 | 38 | 52 | −14  |                                    |
| 5    | Universidad    | 26   | 33 | 9  | 8 | 16 | 44 | 57 | −13  |                                    |
| 6    | Sonsonate (D)  | 22   | 33 | 7  | 8 | 18 | 31 | 55 | −24  | Juego por el no descenso           |

 Fuente: RSSSF

## Fase final
| Pos. | Equipo         | Pts. | PJ | G | E | P | GF | GC | Dif. | Clasificación          |
| ---- | -------------- | ---- | -- | - | - | - | -- | -- | ---- | ---------------------- |
| 1    | FAS (C)        | 9    | 6  | 3 | 3 | 0 | 10 | 6  | +4   | Copa de Campeones 1979 |
| 2    | Alianza        | 6    | 6  | 2 | 2 | 2 | 7  | 7  | 0    | Copa de Campeones 1979 |
| 3    | Atlético Marte | 5    | 6  | 1 | 3 | 2 | 7  | 9  | −2   |                        |
| 4    | Santiagueño    | 4    | 6  | 1 | 2 | 3 | 7  | 9  | −2   |                        |

 Fuente: RSSSF
| Campeón       |
| FAS 7° Título |